# مالیکاپورام
مالیکاپورام (انگلیسی: Malikappuram) فیلم درام اکشن هندی مالایالم-زبان، محصول سال ۲۰۲۲ است که کارگردانی آن بر عهده ویشنو ساسی شانکار بود. نقش‌های محوری فیلم را اونی موکوندان، دوا ناندا و سریپات بازی کرده‌اند و ساجو کروپ، رامش پیشارودی، سامپات رام، تی. جی. راوی، سریجیت راوی، مانوج کی. جایان و رنجی پانیکر نقش‌های مکمل را بر عهده داشته‌اند.
این فیلم در روز ۳۰ دسامبر ۲۰۲۲ اکران شد که نظرات مثبت منتقدان را در پی داشت و به عنوان فیلمی موفق در گیشه شناخته شد.